# Sonraen
Sonraen is een bestuurslaag in het regentschap Kupang van de provincie Oost-Nusa Tenggara, Indonesië. Sonraen telt 1802 inwoners (volkstelling 2010).